# Ceryx darlingtoni
Ceryx darlingtoni là một loài bướm đêm thuộc phân họ Arctiinae, họ Erebidae.